# Сапатера (вулкан)
Сапатера (исп. Zapatera) — стратовулкан в Центральной Америке на одноимённом острове озера Никарагуа. Остров образовался одноимённым вулканом на озере Никарагуа в Республике Никарагуа, в северной части озера. Высота вулкана Сапатера 629 метров. Площадь острова Сапатера — 52 км². 
Вулкан и прилегающая территория острова объявлены правительством Никарагуа природоохранной территорией в 1983 году.